# Rosie Napravnik
Anna Rose „Rosie“ Napravnik (* 9. Februar 1988 in Mendham Township, New Jersey) ist eine US-amerikanische Jockey im Galoppsport. Die Tochter eines Hufschmiedes und einer Reitlehrerin hatte ihr ganzes Leben Kontakt zu Pferden. 2005 wurde sie Jockey und ist seitdem unter den gewinnreichsten US-amerikanischen Jockeys. Sie ist die erfolgreichste Rennreiterin in den Vereinigten Staaten. Im Oktober 2011 heiratete sie Joe Sharp.

## Karriere
2006 gewann Rosie Napravnik 300 von 1465 Rennen. Die Gewinnsumme betrug 6 395 075 $. Seit 2010 reitet Napravnik im Fair Grounds Race Course in New Orleans, Louisiana. Bei einem Unfall auf dem Delaware Park Racetrack im August 2008 brach sie sich das Bein und musste bis November pausieren. 2012 erreichte sie den 8. Platz in der Gewinnsummen Rangliste der Vereinigten Staaten. 2013 war sie Kapitänin eines Girl-Teams für den Shergar Cup in Ascot in Großbritannien.

## Klassische Rennen

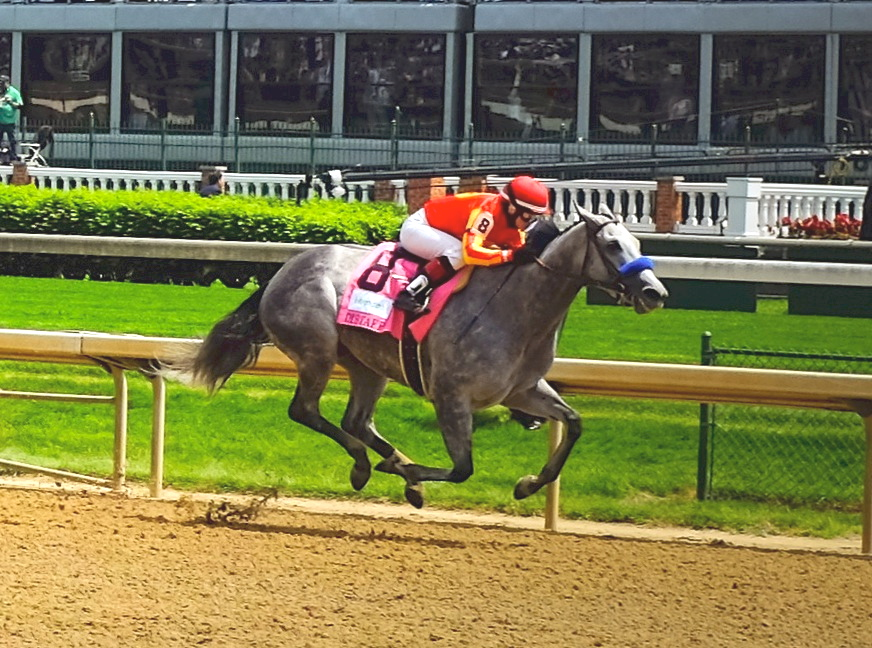
Rosie Napravnik auf Midnight Lucky beim Sieg im Humana Distaff 2014 in Churchill Downs

### Kentucky Oaks
Nachdem sie 2011 beim Kentucky Oaks Zweite wurde, siegte sie im Jahr 2012 mit Believe You Can. Sie ist die erste Frau, die dieses Rennen gewinnen konnte.
2014 gewann sie es erneut auf Untapable.

### Kentucky Derby
Napravnik erreichte mit Mylute den 5. Platz beim Kentucky Derby von 2013 und erreichte damit die beste Platzierung einer Reiterin in der bisherigen Geschichte des Rennens. Sie war die sechste Frau, die bisher am Kentucky Derby teilgenommen hat.

### Belmont
2012 nahm Napravnik erstmals an den Belmont Stakes teil und erreichte mit Five Sixteen den fünften Platz. 2013 ritt sie die Stute Unlimited Budget auf den 6. Platz. Im Jahr 2013 ritt sie als erste Frau alle drei US-Triple Crown Rennen in einem Jahr.

### Preakness
Napravnik ritt das Preakness Stakes erstmals 2013 und erreichte mit Mylute den dritten Platz. Sie war die dritte Frau die bisher am Preakness teilnahm und die am besten platzierte. Nachdem sie 2011 am Kentucky Derby und 2012 bei den Belmont Stakes teilgenommen hat, ist sie die erste Frau, die an allen drei US-Triple-Crown-Rennen teilgenommen hat.

### Breeder's Cup
Sie gewann 2012 den Breeders’ Cup Juvenile mit Shanghai Bobby. Damit war sie die zweite Frau, die ein Breeders’ Cup Rennen gewonnen hat.
2014 gewann sie den Breeders’ Cup Distaff auf Untapable. Im Anschluss an den Breeders’ Cup gab sie bekannt schwanger zu sein und daher eine längere Pause einzulegen. Sie trainiert jedoch weiterhin Rennpferde.

## Gewinnsummen-Rangliste

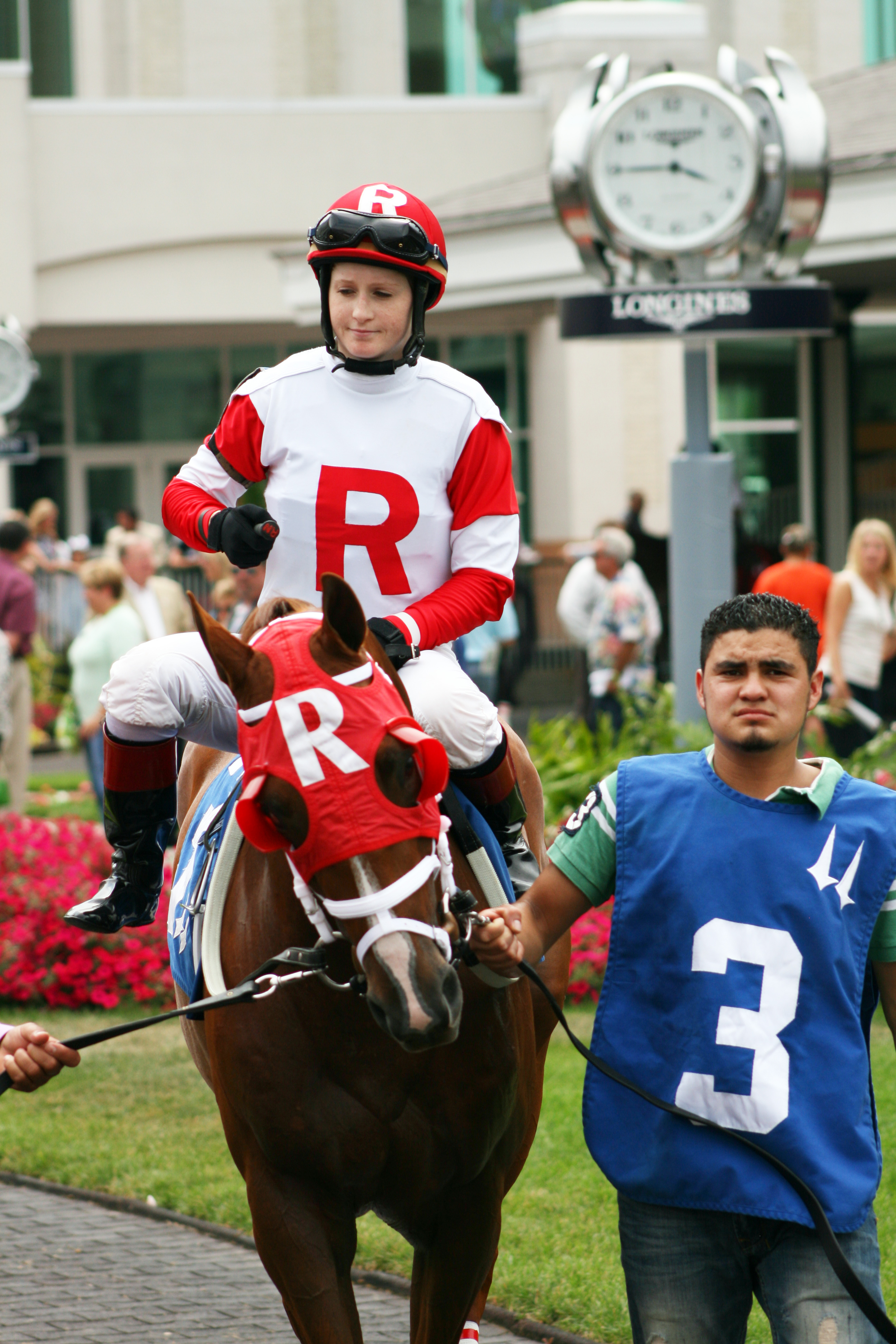
Napravnik in Churchill Downs, 2013

| Platzierung in der Gewinnsummen Rangliste der USA (2006–2014) | Peak position |
| ------------------------------------------------------------- | ------------- |
| National Earnings List for Jockeys 2006                       | 31            |
| National Earnings List for Jockeys 2008                       | 63            |
| National Earnings List for Jockeys 2009                       | 40            |
| National Earnings List for Jockeys 2010                       | 30            |
| National Earnings List for Jockeys 2011                       | 24            |
| National Earnings List for Jockeys 2012                       | 8             |
| National Earnings List for Jockeys 2013                       | 8             |
| National Earnings List for Jockeys 2014                       | 7             |